# Asahan
Asahan – rzeka w Indonezji na Sumatrze; długość ok. 150 km.
Wypływa z jeziora Toba, płynie w kierunku północno-wschodnim; w górnym biegu przecina głęboką doliną góry Barisan; uchodzi estuarium do cieśniny Malakka; u ujścia leży miasto Tanjung Balai.
Na rzece Asahan powstaje elektrownia wodna o projektowanej mocy 180 MW; przewidywane otwarcie w 2009 r.